# Nikolaj Tutjkov

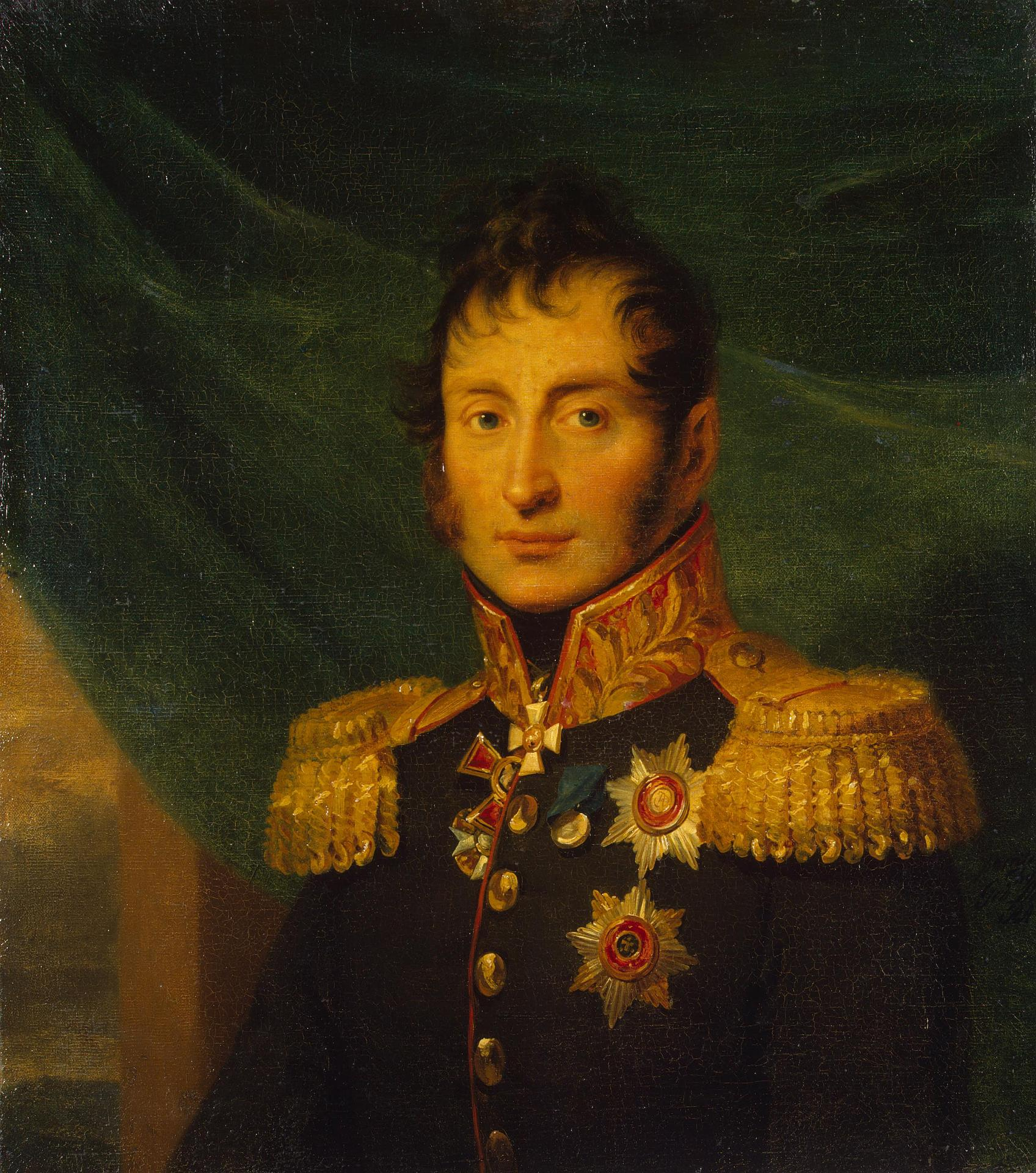
Nikolaj Tutjkov

Nikolaj Aleksejevitj Tutjkov, född den 16 april (g.s.) / 27 april (n.s.) 1761, död den 30 oktober (g.s.) / 11 november (n.s.) 1812, var en rysk general under två svensk-ryska krig samt Napoleonkrigen.
Nikolai Tutjkov deltog som artillerikapten i Gustav III:s ryska krig 1788-90, utmärkte sig i krigen i Polen 1792-94 och i Schweiz 1799. Han utnämndes till generallöjtnant och var med i flera fältslag under första Napoleonkrigen 1805-07. 
I början av finska kriget 1808 var han chef för de ryska trupperna i Savolax, ryckte över Varkaus och Kuopio till Gamlakarleby och vidare norrut tillsammans med Nikolaj Rajevskij. Han ställdes till svars för den följande reträtten, men återfick befälet i Savolax, där han opererade mot Johan August Sandels.
I andra Napoleonkrigen 1812 var han chef för 3:e infanterikåren men sårades i slaget vid Borodino den 7 september 1812 och dog några veckor därefter.